# Phòng trưng bày Mỹ thuật ở Częstochowa
Phòng trưng bày Mỹ thuật ở Częstochowa (tiếng Ba Lan: Galeria Dobrej Sztuki w Częstochowie), trước đây là Bảo tàng Hành hương, là một phòng trưng bày tọa lạc tại số 47 đại lộ Đức Mẹ Đồng trinh Maria, Częstochowa, Ba Lan. Phòng trưng bày này là một chi nhánh của Bảo tàng Częstochowa.

## Lịch sử
Trụ sở của bảo tàng là một tòa nhà được xây dựng vào năm 1875. Ban đầu, tòa nhà này là nơi đặt trụ sở của các giáo sĩ Chính thống giáo. Trong thời kỳ giữa các cuộc chiến tranh, tòa nhà trở thành trụ sở của các giám mục Częstochowa. Tòa nhà này được bàn giao cho Bảo tàng Quận ở Częstochowa vào năm 1973. Lúc bấy giờ, tòa nhà được sử dụng làm trụ sở của Phòng trưng bày Nghệ thuật Đương đại, một chi nhánh khác của Bảo tàng Częstochowa.
Một cuộc triển lãm thường trực các kỷ vật có liên quan đến các cuộc hành hương đến tu viện Jasna Góra được ra mắt tại tòa nhà vào năm 2007. Bảo tàng Hành hương cũng là nơi tổ chức các cuộc triển lãm tạm thời, phần lớn các cuộc triển lãm này về chủ đề tôn giáo. Tuy nhiên, người hành hương và khách du lịch rất ít quan tâm đến cơ sở bảo tàng này. Sau cuộc kiểm tra các bảo tàng thành phố vào năm 2010, Bảo tàng Hành hương bị đổi tên thành Phòng trưng bày Mỹ thuật.